# بريمن (إنديانا)
بريمن (بالإنجليزية: Bremen town, Indiana)‏ هي بلدة تقع بولاية إنديانا في الولايات المتحدة. تبلغ مساحتها 7.35 كم2، وترتفع عن سطح البحر 260 م، بلغ عدد سكانها 4,588 نسمة في عام 2010 حسب إحصاء مكتب تعداد الولايات المتحدة وتصل الكثافة السكانية فيها 624.2 نسمة لكل كيلومتر مربع (1,616.7/ميل2).

## التركيبة السكانية
حدّد مكتب تعداد الولايات المتحدة بيانات التركيبة السكانية لبريمن في تعداد الولايات المتحدة. في ما يلي، التركيبة السكانية حسب تعدادي 2000 و2010.

### تعداد عام 2000
بلغ عدد سكان بريمن 4,486 نسمة بحسب تعداد عام 2000، وبلغ عدد الأسر 1,689 أسرة وعدد العائلات 1,177 عائلة مقيمة في البلدة. في حين سجلت الكثافة السكانية 610.3 نسمة لكل كيلومتر مربع (1,580.7/ميل2). وبلغ عدد الوحدات السكنية 1,791 وحدة بمتوسط كثافة قدره 243.7 لكل كيلومتر مربع (631.2/ميل2).
وتوزع التركيب العرقي للبلدة بنسبة 91.42% من البيض و0.16% من الأمريكيين الأفارقة و0.38% من الأمريكيين الأصليين و0.31% من الأمريكيين ذوي الأصول الآسيوية و0.04% من سكان جزر المحيط الهادئ و6.53% من الأعراق الأخرى و1.16% من عرقين مختلطين أو أكثر و12.02% من الهسبانيون أو اللاتينيون من أي عرق.
بلغ عدد الأسر 1,689 أسرة كانت نسبة 37.8% منها لديها أطفال تحت سن الثامنة عشر تعيش معهم، وبلغت نسبة الأزواج القاطنين مع بعضهم البعض 56% من أصل المجموع الكلي للأسر، ونسبة 9.9% من الأسر كان لديها معيلات من الإناث دون وجود شريك، بينما كانت نسبة 3.8% من الأسر لديها معيلون من الذكور دون وجود شريكة وكانت نسبة 30.3% من غير العائلات. تألفت نسبة 26.9% من أصل جميع الأسر من عدة أفراد يعيشون في نفس المنزل ونسبة 13.3% كانت تتألف من شخص يعيش بمفرده يبلغ من العمر 65 عاماً أو أكثر. وبلغ متوسط حجم الأسرة المعيشية 2.59، أما متوسط حجم العائلات فبلغ 3.14.
بلغ العمر الوسطي للسكان 35.0 عاماً. وكانت نسبة 27.3% من القاطنين تحت سن الثامنة عشر، وكانت نسبة 9.2% بين الثامنة عشر والرابعة والعشرين عاماً، ونسبة 27.1% كانت واقعةً في الفئة العمرية ما بين الخامسة والعشرين والرابعة والأربعين عاماً، ونسبة 20.1% كانت ما بين الخامسة والأربعين والرابعة والستين، ونسبة 13.8% كانت ضمن فئة الخامسة والستين عاماً فما فوق. يوجد لكل 100 أنثى 94.1 ذكر، ويوجد لكل 100 أنثى في الثامنة عشر من عمرها فما فوق 90.4 ذكر.
بلغ متوسط دخل الأسرة في البلدة 40,185 دولارًا، أما متوسط دخل العائلة فبلغ 47,768 دولارًا. وكان متوسط دخل الذكور 32,443 دولارًا مقابل 21,902 دولارًا للإناث. وسجل دخل الفرد الخاص بالبلدة 17,073 دولارًا. وكانت نسبة 4.2% من العائلات ونسبة 6.5% من السكان تحت خط الفقر، وكان من هؤلاء نسبة 7.4% تحت سن الثامنة عشر ونسبة 5.3% في الخامسة والستين من العمر وما فوق.

### تعداد عام 2010
بلغ عدد سكان بريمن 4,588 نسمة بحسب تعداد عام 2010، وبلغ عدد الأسر 1,736 أسرة وعدد العائلات 1,155 عائلة مقيمة في البلدة. في حين سجلت الكثافة السكانية 624.2 نسمة لكل كيلومتر مربع (1,616.7/ميل2). وبلغ عدد الوحدات السكنية 1,922 وحدة بمتوسط كثافة قدره 261.5 لكل كيلومتر مربع (677.3/ميل2).
وتوزع التركيب العرقي للبلدة بنسبة 86.49% من البيض و0.41% من الأمريكيين الأفارقة و0.22% من الأمريكيين الأصليين و0.26% من الأمريكيين ذوي الأصول الآسيوية و11.07% من الأعراق الأخرى و1.55% من عرقين مختلطين أو أكثر و17.96% من الهسبانيون أو اللاتينيون من أي عرق.
بلغ عدد الأسر 1,736 أسرة كانت نسبة 36.7% منها لديها أطفال تحت سن الثامنة عشر تعيش معهم، وبلغت نسبة الأزواج القاطنين مع بعضهم البعض 50.5% من أصل المجموع الكلي للأسر، ونسبة 10.8% من الأسر كان لديها معيلات من الإناث دون وجود شريك، بينما كانت نسبة 5.2% من الأسر لديها معيلون من الذكور دون وجود شريكة وكانت نسبة 33.5% من غير العائلات. تألفت نسبة 30.1% من أصل جميع الأسر من عدة أفراد يعيشون في نفس المنزل ونسبة 15.7% كانت تتألف من شخص يعيش بمفرده يبلغ من العمر 65 عاماً أو أكثر. وبلغ متوسط حجم الأسرة المعيشية 2.58، أما متوسط حجم العائلات فبلغ 3.20.
بلغ العمر الوسطي للسكان 36.6 عاماً. وكانت نسبة 27.6% من القاطنين تحت سن الثامنة عشر، وكانت نسبة 8.3% بين الثامنة عشر والرابعة والعشرين عاماً، ونسبة 25% كانت واقعةً في الفئة العمرية ما بين الخامسة والعشرين والرابعة والأربعين عاماً، ونسبة 23.1% كانت ما بين الخامسة والأربعين والرابعة والستين، ونسبة 16% كانت ضمن فئة الخامسة والستين عاماً فما فوق. وتوزع التركيب الجنسي للسكان بنسبة 47.8% ذكور و52.2% إناث.

## وصلات خارجية
- الموقع الرسمي